# Casa Ion Pillat din Izvorani
Casa Ion Pillat este un monument istoric din satul Izvorani, localitate componentă a orașului Ștefănești din județul Argeș. (cod LMI: AG-IV-m-B-13963), construit în stil arhitectural neoromânesc. În această clădire, situată în prezent pe strada Ion Pillat nr. 26, a locuit poetul Ion Pillat.